# Pallacanestro Varese 1979-1980
Nel Campionato 1979-80 la Pallacanestro Varese sostituisce lo straniero di coppa, Charlie Yelverton, con lo statunitense Bruce Seals. Il veterano Aldo Ossola inizialmente decide di abbandonare l'agonismo, ma rientra in squadra dalla nona partita di campionato. A fine stagione la squadra è terza, alle spalle della vincente Sinudyne Bologna e della Billy Milano.
Nella XII edizione della Coppa Intercontinentale giocata a San Paolo in Brasile, la squadra varesina termina la competizione al terzo posto.
In Coppa delle Coppe la finale, disputata a Milano, vede contrapporsi Varese con la Gabetti Cantù. Vincenti i primi, che si aggiudicano la competizione.

## Rosa 1979/80
- Marco Bergonzoni
- Antonio Campiglio
- Riccardo Caneva
- Enzo Carraria
- Fabio Colombo
- Maurizio Gualco
- Dino Meneghin
- Bob Morse
- Alberto Mottini
- Aldo Ossola
- Mauro Salvaneschi
- Bruce Seals
- Allenatore:
  -  Edoardo Rusconi

## Statistiche
| COMPETIZIONE            | GIOCATE | VINTE | PERSE | F    | S    | PIAZZAMENTO |  |
| CAMPIONATO completo     | 32      | 22    | 10    | 2865 | 2582 | 3           |  |
| TORNEI E AMICHEVOLI     | 24      | 17    | 7     | 2211 | 2052 | -           |  |
| COPPA INTERCONTINENTALE | 4       | 2     | 2     | 327  | 340  | 3           |  |
| COPPA COPPE             | 11      | 10    | 1     | 1072 | 875  | VINCITRICE  |  |

## Fonti
- "Pallacanestro Varese 50 anni con voi" di Augusto Ossola